# Guadalcanaltrast
Guadalcanaltrast (Zoothera turipavae) är en hotad fågel i familjen trastar som förekommer i Salomonöarna.

## Utseende och läten
Guadalcanaltrasten är en liten (20 cm), mörkt gråbrun trast. Ovansidan är ostreckad med otydlig beigefärgad ögonring. Strupen är ljusare och undersidan är fläckat smutsvit, med större och tydligare fläckar på buken. Näbben är mörk och de långa benen mörkt hornfärgade. Sången är ljudlig oklar med upprepade fraser.

## Utbredning och systematik
Fågeln återfinns i bergstrakter på Guadalcanal, Salomonöarna. Den behandlas som monotypisk, det vill säga att den inte delas in i några underarter. Tidigare behandlades den som underart till Zoothera margaretae och vissa gör det fortfarande.

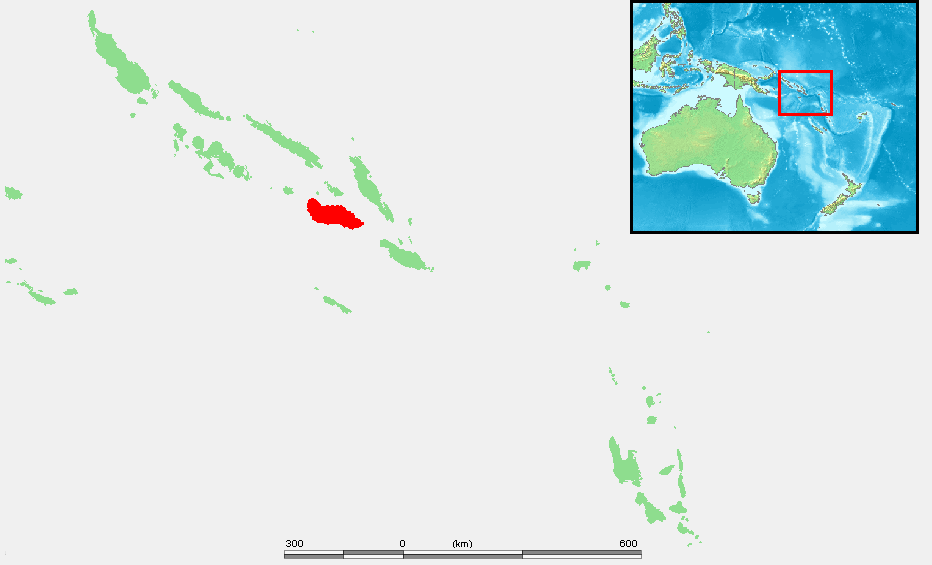
Fågeln förekommer endast på ön Guadalcanal i Salomonöarna.

## Status
Denna diskreta och skygga art har ett mycket litet utbredningsområde. Den kan möjligen också minska i antal till följd av försämrad kvalitet på dess levnadsmiljö. IUCN kategoriserar den som nära hotad.

## Namn
Guadalcanaltrastens vetenskapliga artnamn turipavae syftar på Turipava, en ort på ön.